# Chảy máu tử cung bất thường
Chảy máu tử cung bất thường (AUB) là chảy máu âm đạo từ tử cung thường xuyên một cách bất thường, kéo dài quá mức, nhiều hơn bình thường hoặc không đều. Chảy máu âm đạo khi mang thai được loại trừ. Thiếu máu thiếu sắt có thể xảy ra và chất lượng cuộc sống có thể bị ảnh hưởng tiêu cực.
Các nguyên nhân cơ bản có thể bao gồm các vấn đề rụng trứng, u xơ, niêm mạc tử cung phát triển thành thành tử cung, polyp tử cung, các vấn đề chảy máu tiềm ẩn, tác dụng phụ từ kiểm soát sinh sản hoặc ung thư. Nhiều loại nguyên nhân có thể cùng áp dụng trong một trường hợp cụ thể. Bước đầu tiên trong công việc là loại trừ một khối u hoặc mang thai. Hình ảnh y tế hoặc nội soi bàng quang có thể giúp cho việc chẩn đoán.
Điều trị phụ thuộc vào nguyên nhân cơ bản. Các lựa chọn có thể bao gồm kiểm soát sinh sản nội tiết tố, thuốc chủ vận giải phóng hormone gonadotropin (GnRH), axit tranexamic, NSAID và phẫu thuật như cắt bỏ nội mạc tử cung hoặc cắt bỏ tử cung. Chảy máu tử cung bất thường ảnh hưởng đến khoảng 20% phụ nữ trong độ tuổi sinh sản.

## Dấu hiệu và triệu chứng
Các triệu chứng bao gồm chảy máu âm đạo xảy ra bất thường, với tần suất bất thường, kéo dài quá mức hoặc nhiều hơn bình thường. Tần suất bình thường của thời gian là 22 đến 38 ngày. Sự thay đổi trong khoảng thời gian giữa các chu kỳ thường dưới 21 ngày. Chảy máu thường kéo dài dưới 9 ngày và mất máu dưới 80 mL. Mất máu quá nhiều cũng có thể được định nghĩa là ảnh hưởng tiêu cực đến chất lượng cuộc sống của một người. Chảy máu hơn sáu tháng sau mãn kinh cũng là một mối quan tâm.